# Левая Кушья
Ле́вая Кушья́ — деревня в Игринском районе Удмуртии. Входит в Сундурское сельское поселение.

## География
Деревня находится в 7 км к юго-востоку от районного центра — посёлка Игра. Деревня расположена на левом берегу реки Лоза.

## Улицы
На территории деревни расположены две улицы: Труда и Окраинная.

## Население
| 2010 | 2012 |
| ---- | ---- |
| 106  | ↘101 |